# 隆明
隆明（りゅうみょう、寛仁3年（1019年） - 長治元年9月14日（1104年10月4日））は平安時代中期から後期にかけての天台宗の僧。権中納言・藤原隆家の子。羅惹院僧正または三室戸寺を中興して三室戸僧正と号す。三井（園城寺）の門流で増誉とならび称された。
園城寺の心誉・明尊に師事。治暦元年12月（1066年1月）に権律師に任ぜられる。白河天皇・堀河天皇の護持僧を務め、承保元年12月27日（1075年1月16日）にその功が賞されて権少僧都に任ぜられる。承徳2年（1075年）正月に法印に叙せられ、応徳3年（1086年）11月、大僧都に昇任した。寛治5年（1091年）5月6日、権僧正に補任。同年郁芳門院の御悩の平癒を祈願している。寛治6年（1092年）崇福寺別当となる。この間の承暦4年（1080年）に白河上皇の御願により園城寺に羅惹院を建立した。嘉保2年（1095年）輦車をゆるされる。
三室戸寺を中興し、嵯峨釈迦堂別当在任時、清凉寺の三国伝来の釈迦像を模刻して三室戸寺に安置している。梵釈寺別当、法成寺寺務執行を歴任し、承徳2年（1098年）4月、園城寺長吏に補任され、康和4年（1102年）5月に大僧正に至った。長治元年（1104年）9月14日、三室戸寺に86歳で入寂。「真言を深く知り、頗る止観を学ぶ、甚だ験力有り」と評された。付法に勝覚・永快・証昭・定覚・基明・澄覚・顕覚・義範・静証・尊義・範賢・珍範がいた。『続後撰和歌集』に和歌1首が入集している。